# Marius Torres
Màrius Torres i Pereña, né le 30 août 1910 à Lleida et mort le 29 décembre 1942 à Sant Quirze Safaja, est un poète espagnol de style symboliste.

## Biographie
Màrius Torres naît dans une famille bourgeoise, il est le fils d'Humbert Torres Barberà, membre du Parlement de Catalogne et de Maria Pereña Reixach, tous les deux proviennent de familles d'intellectuels où il y a des médecins et des avocats d'idéologie républicaine. Son frère est aussi politicien.
Dès son enfance, il s'intéresse à la littérature. Il obtient son bac à l'Institut General i Tècnic de Lleida (qui porte son nom actuellement).
Il fait ses études de médecine à Barcelone. Après avoir fini, il voyage avec ses amis à Florence, Genève et Paris. A son retour il se spécialise dans l'appareil digestif. C'est à l'époque d'étudiant qu'il écrit sa première et unique comédie « Un fantasma com ni ha pocs » que ses cousins présentent au concours Ignasi Iglesias entre 1933 et 1936 sans avoir de succès.
En 1935 sa vie change radicalement quand il tombe malade d'une infection grippale qui évolue en tuberculose. Il doit être hospitalisé au sanatorium de Puigdolena où il restera jusqu'à sa mort. Ce séjour lui permet cultiver ses loisirs : lire, écrire, jouer au piano et se promener mais surtout écrire de la poésie (il se dénomme « un médecin qui fait des versets ». Ses lectures sont très variées depuis la philosophie des classiques aux contemporains, le récit, l’essai, la poésie, etc. Il lit Baudelaire, Carner, Riba, García Lorca, Maragall, etc. Ces lectures lui donneront une formation et influenceront sa poésie qui est de style symboliste.
Au sanatorium, il fait la connaissance de Mercè Figueres, malade comme lui, qui sera son amie intime et qui inspirera au poète les diverses Cançons a Mahalta. Le 6 décembre 1936, grâce à elle Màrius connaît l'écrivain Joan Sales avec qui le poète aura une relation épistolaire entre 1936 et 1941. Au début de la Guerre Civile il écrit pour le magazine L'Ideal de Lleida sous le pseudonyme de Gregori Sastre.
Pendant l'année 1940 sa santé commence à se dégrader, c'est pour cela qu'il doit rester au lit. Deux ans plus tard il s'installe au Mas Blanc près du sanatorium pour essayer de mettre de la musique à ses poèmes. Mais ce projet est frustré à cause de sa mort à l'âge de 32 ans. Sa dépouille repose au cimetière de Sant Quirze Safaja.

## Son œuvre
Sa production poétique a été publiée au Mexique en 1947, grâce à son ami écrivain et éditeur Joan Sales sous le nom de Poésies. Ce livre regroupe quatre-vingt-seize poèmes. Les sujets qui prévalent sont la musique, l'art en général et la nature, qui permettent une réflexion sur la vie humaine, le sentiment et la mort.
En 1950 on publie Poésie à Barcelone, trois ans plus tard sort la troisième édition du livre auquel on a ajouté trente poèmes, à la quatrième on a ajouté encore vingt-deux poèmes. L’inclusion de quelques poèmes dans les différentes anthologies de poésie catalane ont divulgué son œuvre. Ses poèmes de Cançó a Mahalta ont été mis en musique par Lluis Llach.

## Postérité
- Le mémorial Fraternitat, Als fusillats al Camp de la Bota (en français: Fraternité, Aux fusillés du camp de la Bota), œuvre de l'artiste Miquel Navarro en souvenir des victimes de la répression franquiste au Camp de la Bota, à Barcelone, accueille un poème de Marius Torres[1].